# 12071 Davykim
12071 Davykim este un asteroid din centura principală de asteroizi.

## Descriere
12071 Davykim este un asteroid din centura principală de asteroizi. A fost descoperit pe 20 martie 1998 la Socorro, New Mexico, în cadrul proiectului LINEAR. Asteroidul prezintă o orbită caracterizată de o semiaxă mare de 2,25 ua, o excentricitate de 0,16 și o înclinație de 5,5° în raport cu ecliptica.